# Bahcsiszeráj
Bahcsiszeráj vagy Bahcsiszaraj (ukránul: Бахчисарай, oroszul: Бахчисарай, krími tatárul Bağçasaray, törökül: Bahçesaray) város a Krím félszigeten a Bahcsiszaraji járásban. Legfőképpen az 1441 és 1783 között fennállt Krími Tatár Kánság fővárosaként ismert.

## Nevének eredete
A város neve a perzsa باغچه سرای [bahcse-szaraj] szóból ered, amelynek jelentése "kertpalota" - bağça=kert, saray=palota krími tatár nyelven.

## Fekvése
A Krím hegység belső oldalán, a Cürük Suv folyó völgyében, 30 km-re délnyugatra a Krími Autonóm Köztársaság fővárosától Szimferopoltól.

## Látnivalók
- Fő nevezetessége a Hansaray-palota, mely a krími tatár kánok egyetlen ma is fennálló palotája. Jelenleg múzeumként látogatható a turisták számára.
- Bej Jude szultán síremléke (Мавзолей "Дюрбе Бей-Юде-Султан"), Frunze u. 10/1.
- Kis minaret (Малий мінарет)
- Tahtali mecset (Мечеть Тахтали-Джамі)
- Ismihn dzsámi (Мечеть Ісміхан-Джамі) Szevasztopol u.
- Régi orosz temető (Старе російське кладовище). 1855-ben a krími háborúban elesett 2-4 ezer katona temetője
- Katalin km kő (Катерининська миля)
- Szári-Hjuzel fürdő (Лазня Сари-Гюзель)
- Eszki sír (Мавзолей "Ескі-Дюрбе")
- Csufut-Kale sziklaerőd (Фортеця Чуфут-Кале). 3 km-re keletre.
- Mennybemenetel kolostor (Успенський монастир). Marjam-Dere szakadék oldalán, 2,5 km-re keletre.
- Tepe-Kermen barlangváros (Печерне місто "Тепе-Кермен"). 5 km-re délnyugat felé
- Kiz-Kermen (Печерне місто "Киз-Кермен"). 6 km-re dél felé
- Szent Mihály- és Gábriel-arkangyalok temploma (Церква архангелів Гавриїла і Михаїла)
- Kacsi-Kalon barlangkolostor (Печерний монастир Качи-Кальон) Bastanivka falu közelében
- Kacsinszki kanyon természetvédelmi terület (Державний заповідник "Качинський каньйон"). 5 km-re délre

## Közlekedés
Két buszállomása van. Az 1-es számú naponta közel 100 járatot indít és fogad (Автостанция №1) Rakitszko u. 2. Rendszeres vasúti összeköttetése van Szimferopollal és Szevasztopollal.

## Érdekesség
A Bahcsiszeráji szökőkút című elbeszélő költemény Alekszandr Szergejevics Puskin műve, melyből Borisz Aszafjev szerzett balettet.

## Fordítás
- Ez a szócikk részben vagy egészben  a   Bakhchisaray című angol Wikipédia-szócikk fordításán alapul.  Az eredeti cikk szerkesztőit annak laptörténete sorolja fel. Ez a jelzés csupán a megfogalmazás eredetét és a szerzői jogokat jelzi, nem szolgál a cikkben szereplő információk forrásmegjelöléseként.